# Міжнародна комісія з охорони річки Дунай

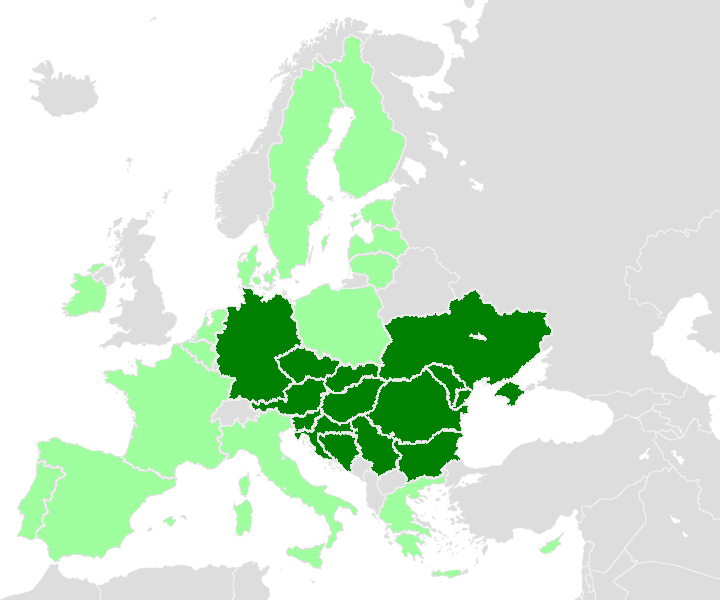
Договірні сторони МКЗРД, Європейський Союз заштрихований світло-зеленим кольором; виключає Чорногорію.

Міжнародна комісія із захисту річки Дунай (МКЗРД) — міжнародна організація з постійним секретаріатом у Відні. Вона була заснована Конвенцією про захист річки Дунай, підписаною придунайськими країнами в Софії, Болгарія, в 1994 році.
Транснаціональна мережа моніторингу (ТНММ) була заснована в 1996 році, а система попередження про надзвичайні ситуації (СПНС) вперше запрацювала в 1997 році — обидві продовжують діяти сьогодні як ключові транснаціональні заходи в рамках МКЗРД. Незважаючи на те, що договірні сторони МКЗРД є як державами-членами ЄС, так і державами, що не є членами ЄС, усі взяли на себе зобов'язання відповідати вимогам Водної рамкової директиви ЄС. Це зобов'язання було доповнено Директивою ЄС щодо повеней у 2007 році. У 2019 році МКЗРД відзначила 25 років Конвенції про захист річки Дунай.

## Правова база
Правовою основою МКЗРД є Конвенція про співробітництво для захисту та сталого використання річки Дунай, яка зазвичай називається Конвенцією про захист річки Дунай або КЗРД. Вона зобов'язує договірні сторони об'єднати свої зусилля для сталого управління водними ресурсами, включаючи збереження поверхневих і підземних вод, зменшення забруднення, а також запобігання та контроль за повенями, аваріями та ожеледицею. Конвенція була підписана в Софії (Болгарія) в 1994 році і набула чинності в жовтні 1998 року.

## Цілі
МКЗРД була створена для виконання Конвенції про захист річки Дунай (КЗРД). Це як форум, який дозволяє сторонам-учасницям координувати виконання Конвенції, так і платформа для перегляду досягнутого ними прогресу. Основні цілі МКЗРД включають таке:
1. Забезпечення сталого управління водними ресурсами.
2. Контроль забруднень та зменшення надходжень поживних і небезпечних речовин
3. Контроль повеней та льодоходу.

МКЗРД сприяє співпраці між країнами Дунайського регіону та Чорноморського регіону в питаннях, які потребують координації. Вона співпрацює з іншими міжнародними організаціями, де це доречно, для вирішення нових проблем, пов'язаних з управлінням водними ресурсами, щойно вони виникають. Починаючи з моменту прийняття в 2000 році зобов'язання щодо імплементації Водної Рамкової Директиви ЄС (ВРД, офіційно Директива 2000/60/ЄС) також є центральним у діяльності всіх членів МКЗРД, у тому числі не членів ЄС.
Коли Рамкова водна директива була прийнята в жовтні 2000 року, усі країни, що співпрацюють в рамках КЗРД (до якої наразі входять 9 країн ЄС і 5 держав, що не входять до ЄС), призначили МКЗРД як платформу для імплементації всіх транскордонних аспектів Рамкової водної директиви ЄС. Вони вирішили докласти всіх зусиль для впровадження Директиви в усьому басейні. Країни, що не є членами ЄС, також взяли на себе зобов'язання імплементувати ВРД в рамках КЗРД. Крім того, МКЗРД служить координаційною платформою для впровадження Директиви ЄС щодо повеней (ЄДП, офіційно Директива 2007/60/EC) у всьому басейні.

## Структура та прийняття рішень
МКЗРД є міжнародною організацією. Вона збирається двічі на рік: звичайне засідання відбувається у Відні в грудні, інше засідання голів делегацій. Постійна робоча група, проводиться в червні в країні, яка головує. Зустрічі складаються з делегацій договірних сторін та організацій-спостерігачів. Кожна договірна сторона має одного голову представництва, який представляє країну. Для всіх рішень прагне досягнення консенсусу. Головує на засіданнях Президент МКЗРД; Головування в МКЗРД щороку передається від однієї країни до іншої в алфавітному порядку.
Значна частина роботи МКЗРД виконується експертними групами, які є групами спеціалістів із договірних сторін МКЗРД та спостерігачів — зазвичай державних службовців відповідних міністерств, у деяких випадках працівників неурядових організацій або контрактних установ. Станом на 2020 рік існує сім постійних експертних груп і одна спеціальна група експертів:
1. Тиск і заходи.
2. Моніторинг та оцінка.
3. Захист від повеней.
4. Управління річковим басейном.
5. Управління інформацією та ГІС.
6. Участь громадськості та комунікація.
7. Запобігання нещасним випадкам і боротьба з ними.
8. Група стратегічних експертів (до цього).

Усі групи експертів мають технічні завдання та повноваження, затверджені Комісією. Зазвичай вони зустрічаються два-три рази на рік. Для конкретних завдань, у яких не обов'язково представлені всі країни, також можуть бути створені цільові групи з обмеженим часом і цільовим діапазоном. Експертні групи обговорюють питання, пов'язані з їхнім технічним завданням, готують звіти та рекомендації для скоординованих дій.
МКЗРД має Постійний Секретаріат для підтримки своєї роботи, який з 2013 року очолює Виконавчий секретар Іван Завадський. Секретаріат має свою штаб-квартиру у Відні, звідки він адмініструє, керує та підтримує роботу МКЗРД. Загальний штат секретаріату становить 9 постійних співробітників і додатковий короткостроковий проектний персонал. Якщо взяти до уваги всіх національних експертів, делегатів від спостерігачів і консультантів, то понад 300 осіб працюють з МКЗРД та для МКЗРД.

## Регулярна діяльність
Щороку 29 червня 14 країн Дунайського басейну спільно відзначають День Дунаю, день, присвячений їхній спільній річковій системі серією живих заходів у школах та інших громадських будівлях. Цей день, головним чином орієнтований на молодь та освіту, включає завдання, вікторини, навчальні заходи, народні танці, традиційну музику та подібні заходи, які проводяться по всьому регіону. Перший День Дунаю відбувся в 10-ту річницю підписання Конвенції про захист річки Дунай у 2004 році.
Також спільно з Глобальним водним партнерством Центральної та Східної Європи (GWP CEE) з 2004 року МКЗРД також проводить Danube Art Master. Це мистецький конкурс, в якому беруть участь тисячі учнів шкіл усього басейну річки Дунай, ДАМ запрошує учнів створювати оригінальні витвори мистецтва, а переможців кожного року обирає журі.

## Запобігання та вирішення суперечок
МКЗРД служить платформою для співпраці та координації. Підписання Конвенції, однак, зобов'язує країни згідно з міжнародним правом до деяких конкретних дій і дотримання певних принципів. У деяких минулих суперечках МКЗРД змогла зробити внесок у гармонізацію зусиль, забезпечивши платформу для обговорення.
Конвенція передбачає механізм врегулювання суперечок, але на практиці в цьому поки що не було необхідності, оскільки зацікавлені країни працювали над забезпеченням діалогу та досягли консенсусу щодо конфліктних питань. Робота МКЗРД менш схильна до суперечок, ніж сторонні люди можуть собі уявити. Атмосфера на зустрічах зосереджена на фактах і характеризується взаємною повагою та спільним визнанням цілей і завдань МКЗРД.

## Члени

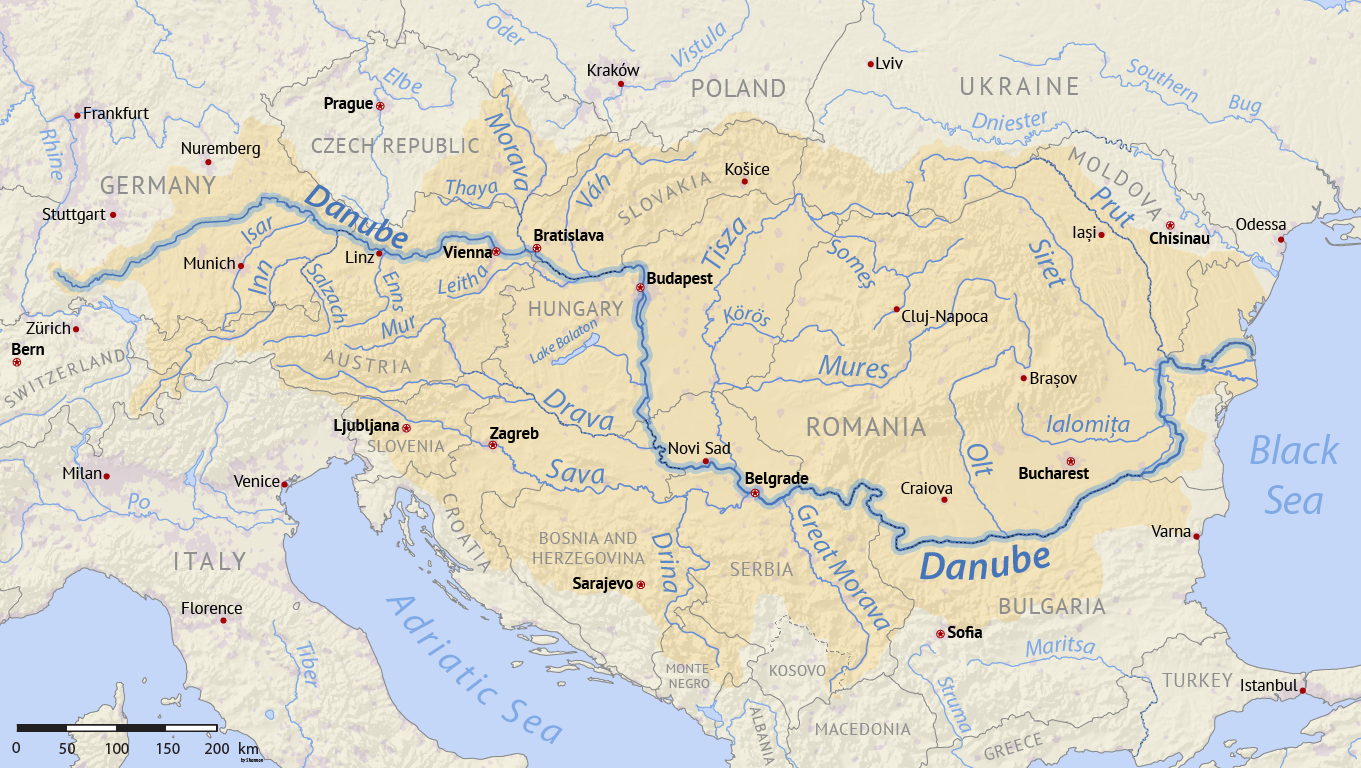
Басейн річки Дунай є водозбірною площею річки.

ICPDR має п'ятнадцять договірних сторін:
- Австрія
- Боснія і Герцеговина
- Болгарія
- Хорватія
- Чехія
- Німеччина
- Угорщина
- Молдова
- Чорногорія
- Румунія
- Словаччина
- Словенія
- Сербія
- Україна
- Європейський Союз

## Спостерігачі
МКЗРД має 24 офіційних спостерігача з правом відвідувати засідання та брати участь у прийнятті рішень:
- Чорноморська комісія
- Карпатська конвенція
- Центральна днопоглиблювальна асоціація
- Дунайський екологічний форум
- Дунайська комісія
- Дунайський форум громадянського суспільства
- Дунайський центр компетенції
- Дунайські парки
- Оперативна група по дунайському осетру
- Дунайська туристична комісія
- Європейський альянс рибалок
- Європейський союз барж
- Європейська водна асоціація
- Friends of Nature International
- Глобальне водне партнерство
- Міжнародна асоціація досліджень Дунаю
- Міжнародна асоціація компаній водопостачання Дунайського басейну
- Міжнародна гідрологічна програма
- Міжнародна комісія басейну річки Сава
- Рамсарська конвенція про водно-болотні угіддя
- Регіональний екологічний центр Центральної та Східної Європи
- Всесвітній фонд природи — Центрально-Східна Європа

## Фінансування
Бюджет МКЗРД формується за рахунок внесків Договірних сторін. Відповідно до Конвенції про охорону річки Дунай, Договірні сторони (за винятком ЄС) мають внести рівну частку, якщо МКЗР одностайно не вирішить інше. Деякі винятки наразі застосовуються для перехідного періоду. Загальний річний бюджет МКЗРД становить трохи більше мільйона євро. Велика частина роботи МКЗРД виконується безпосередньо країнами-членами. Таким чином, такі внески персоналом і матеріалами також є значними, навіть якщо це не показано в бюджеті МКЗРД. Витрати на участь у роботі Комісії та Експертних органів також покриваються сторонами.
У деяких випадках МКЗРД бере участь у проектах, які мають окремі джерела фінансування. Це проекти, що фінансуються Європейським Союзом, Програмою розвитку ООН, ГЕФ та окремими країнами.

## Ралерея Дунаю

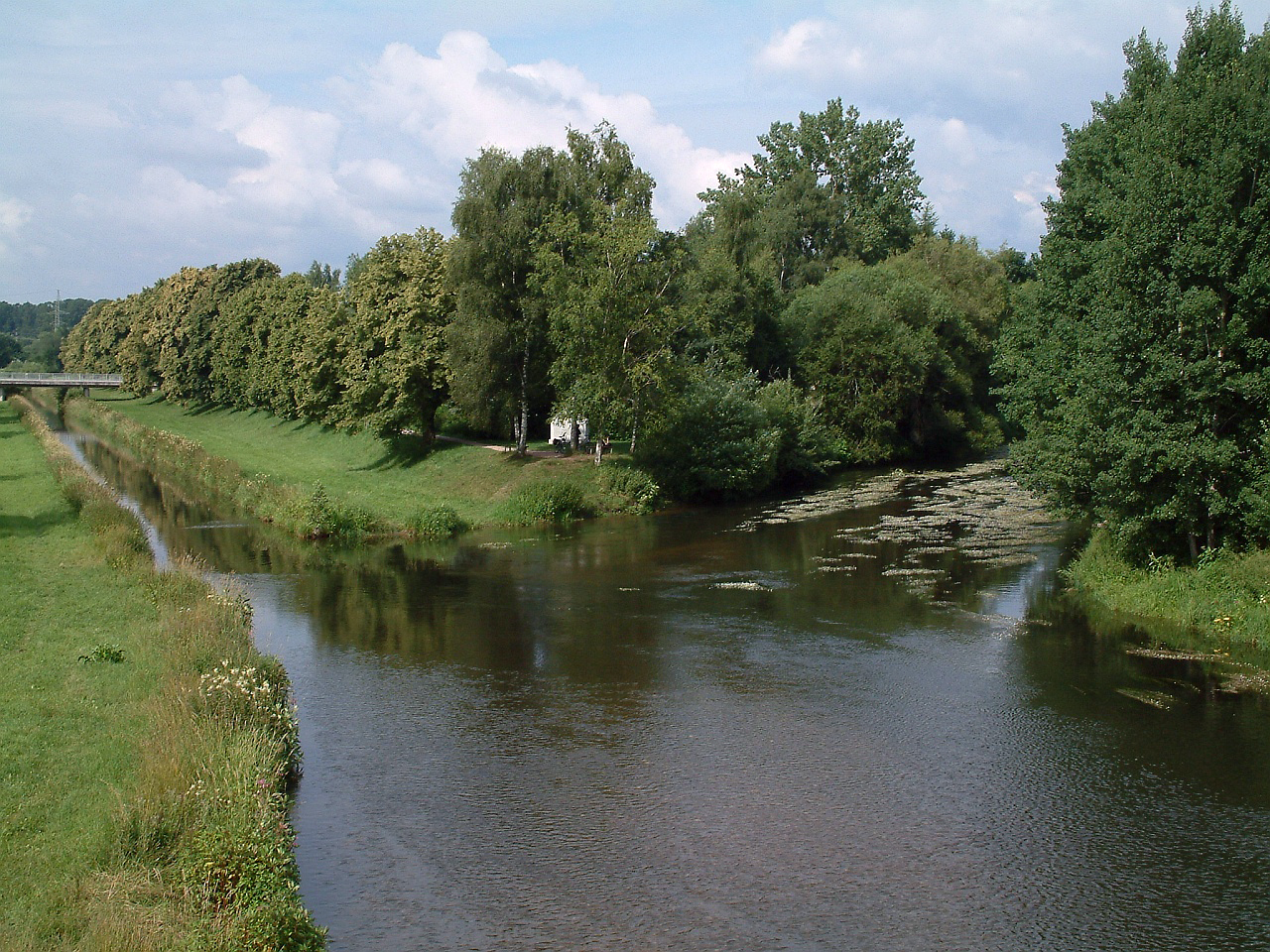
Місце, де Брег і Бригах об’єднуються, утворюючи Дунай у Донауешингені.
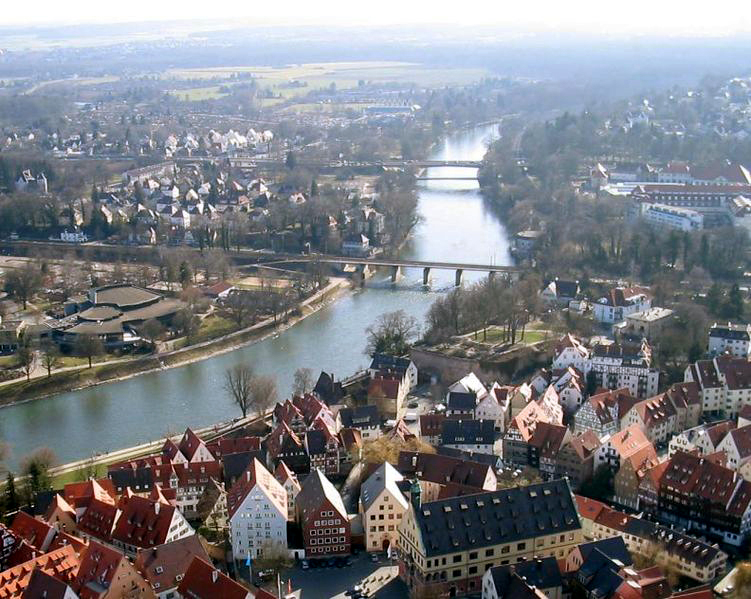
Дунай в Ульмі, як видно зі шпиля собору Ульма, дивлячись на південний захід.
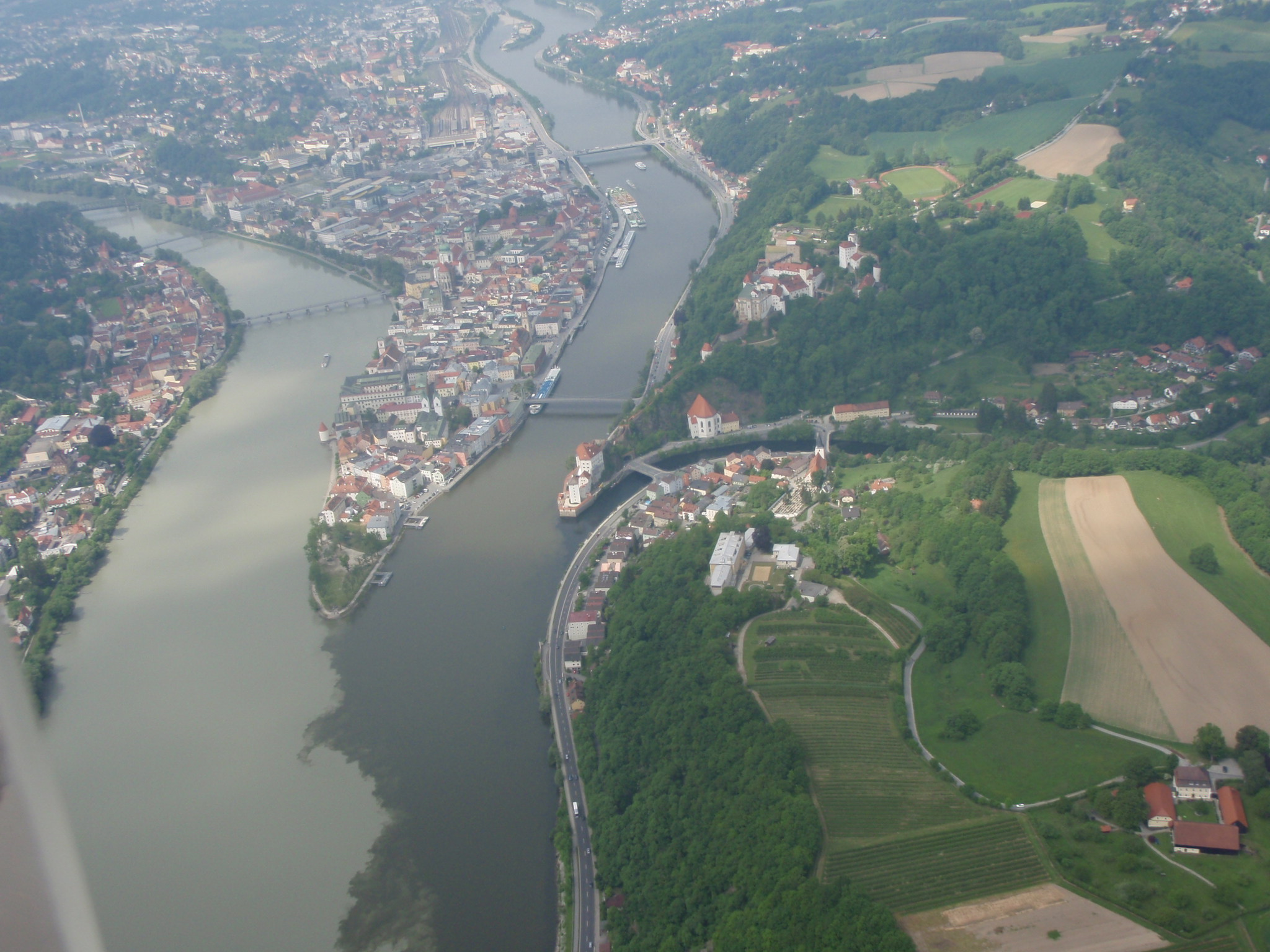
Місце злиття Інна (ліворуч), Дунаю (у центрі) та Ільца (праворуч) у Пассау.
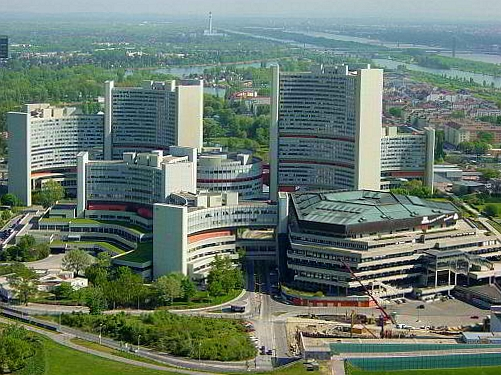
Віденський міжнародний центр, де знаходиться постійний секретаріат МКЗРД.
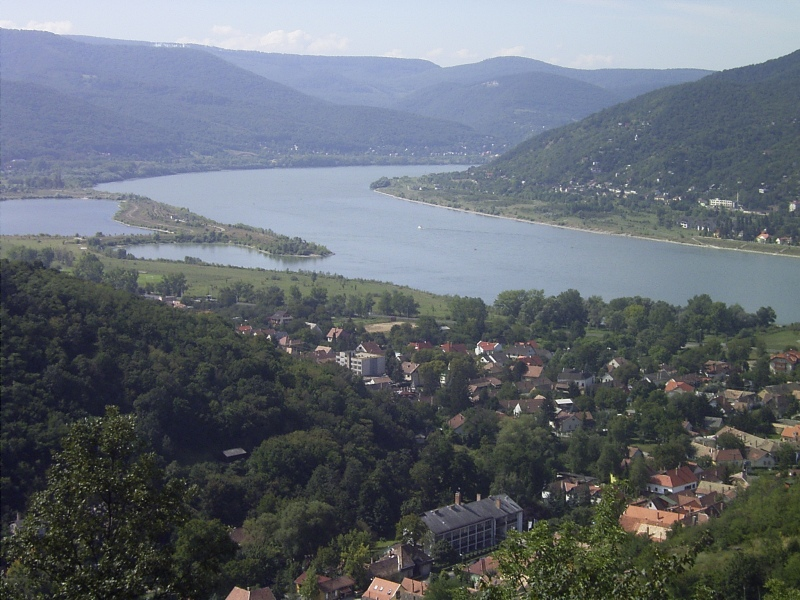
Вигин Дунаю — вигин Дунаю в Угорщині, поблизу міста Вишеград.
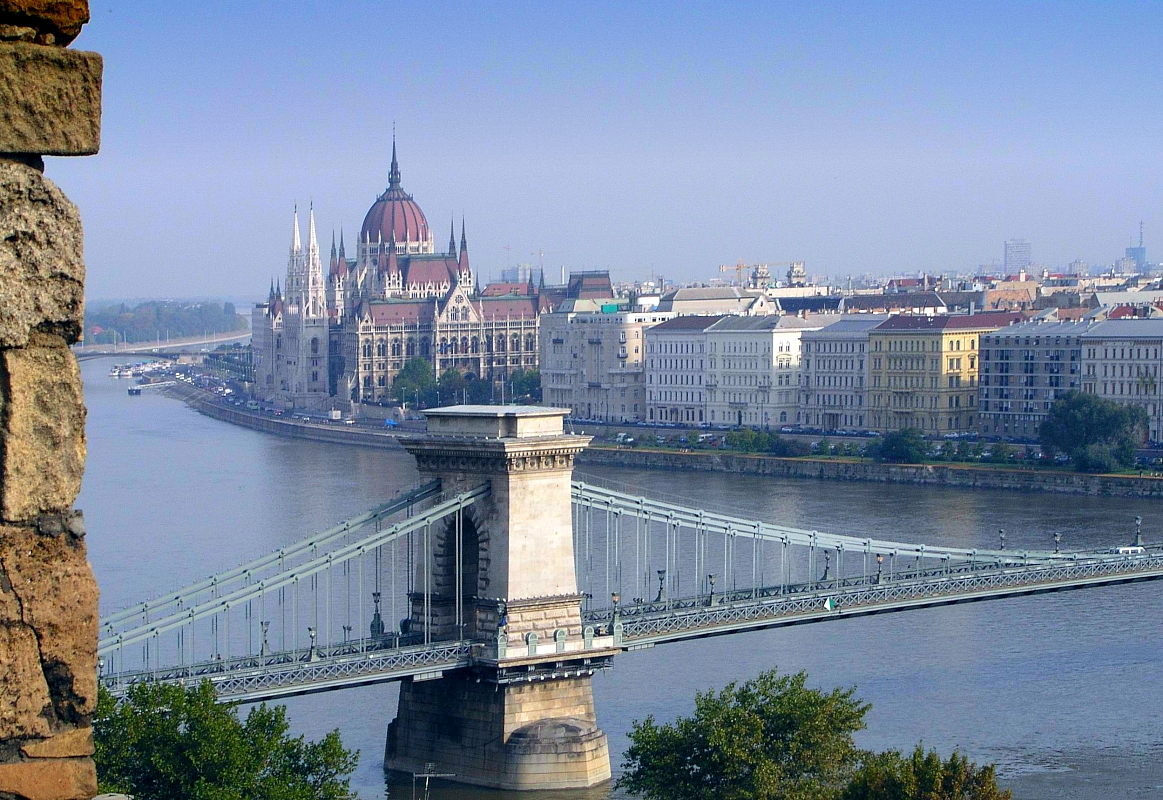
Дунай в Будапешті.
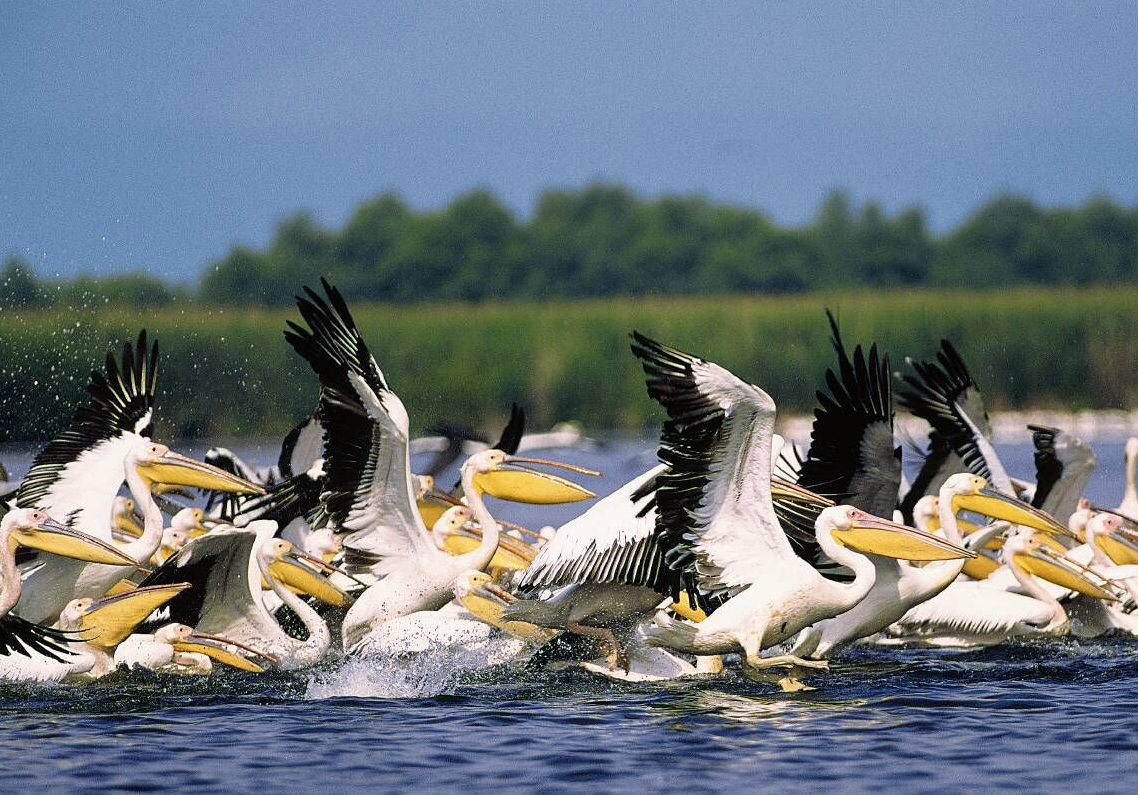
Пелікани в дельті Дунаю, Румунія.